# М-49 (подводная лодка)
М-49 (до 1939 года — М-57) — советская малая подводная лодка, головной корабль серии XII, типа М — «Малютка». Построена в 1937—1939 годах в Горьком. Служила в составе Тихоокеанского флота, погибла в заливе Петра Великого в августе 1941 года, обнаружена в апреле 2025 года.

## История строительства
Головная подводная лодка серии XII была заложена 26 июля 1937 года на заводе № 112 «Красное Сормово» в Горьком под строительным номером 9686 (позднее — № 248) и наименованием М-57. Спущена на воду 25 января 1939 года, предназначалась для Черноморского флота. 27 июля 1939 года принята у промышленности, 3 августа вошла в состав базировавшегося на Каборгу (Березанский лиман) 22-го дивизиона 2-й бригады подводных лодок Черноморского флота.

## История службы
Осенью 1939 года М-57 была перевезена по железной дороге во Владивосток, переименована в М-49, 15 ноября 1939 года вошла в состав 2-й бригады подводных лодок Тихоокеанского флота, в разное время входила в состав 24-го, 22-го, 7-го дивизионов. Базировалась на бухту Малый Улисс.
9 августа 1941 года М-49 вышла из базы с задачей занять позицию № 2 в заливе Петра Великого. К концу суток прибыла на позицию, 10 и 11 августа докладывала на базу об обнаружении кораблей. Имела приказ покинуть позицию в 5:00 16 августа, или дожидаться на позиции улучшения видимости при неточностях определения собственного места. 15 августа в 8:30 отправила радиограмму «неизвестный транспорт курсом на зюйд-вест», после этого на связь не выходила, на запросы не отвечала.
Более 80 лет числилась пропавшей без вести. Выдвигавшиеся версии гибели — подрыв на мине оборонительного заграждения, подрыв на дрейфующей мине, гибель в результате шторма, гибель в бою с неизвестным судном противника. На лодке погибло 22 человека (весь экипаж).

## Память, поиски и обнаружение
Районом гибели подводной лодки и воинским морским захоронением считалась точка с координатами 42°08′02″ с. ш. 132°22′04″ в. д. в заливе Петра Великого, в 30 милях южнее острова Аскольд. Моряки Тихоокеанского флота ежегодно выходят в море, отдавая почести погибшим морякам и опуская на воду в предполагаемом месте гибели памятный венок. Возле музейной подводной лодки С-56 установлены памятные доски всех погибших на ТОФ подводных лодок, включая М-49.
Поиски погибших на Дальнем Востоке «Малюток» М-49 и М-63 велись около 20 лет, в поисках участвовали научно-исследовательские суда «Искра», «Вице-адмирал Воронцов» и другие суда Тихоокеанского флота.
Обнаружение и опознание подводной лодки М-49 произвёл экипаж спасательного судна «Игорь Белоусов» в апреле 2025 года. Лодка была обследована при помощи подводных телеуправляемых аппаратов.

## Командиры
- 1938: Моссак С. А.;
- 1938—1939: Бочков И. П.;
- 1939—1940: Шейхатович М. И.;
- 1940—1941: старший лейтенант Сивариновский (Сивориновский) Израиль Владимирович[4]. В некоторых источниках и на мемориальной табличке во Владивостоке указан как Сибариновский.